# P-35 (레이더)

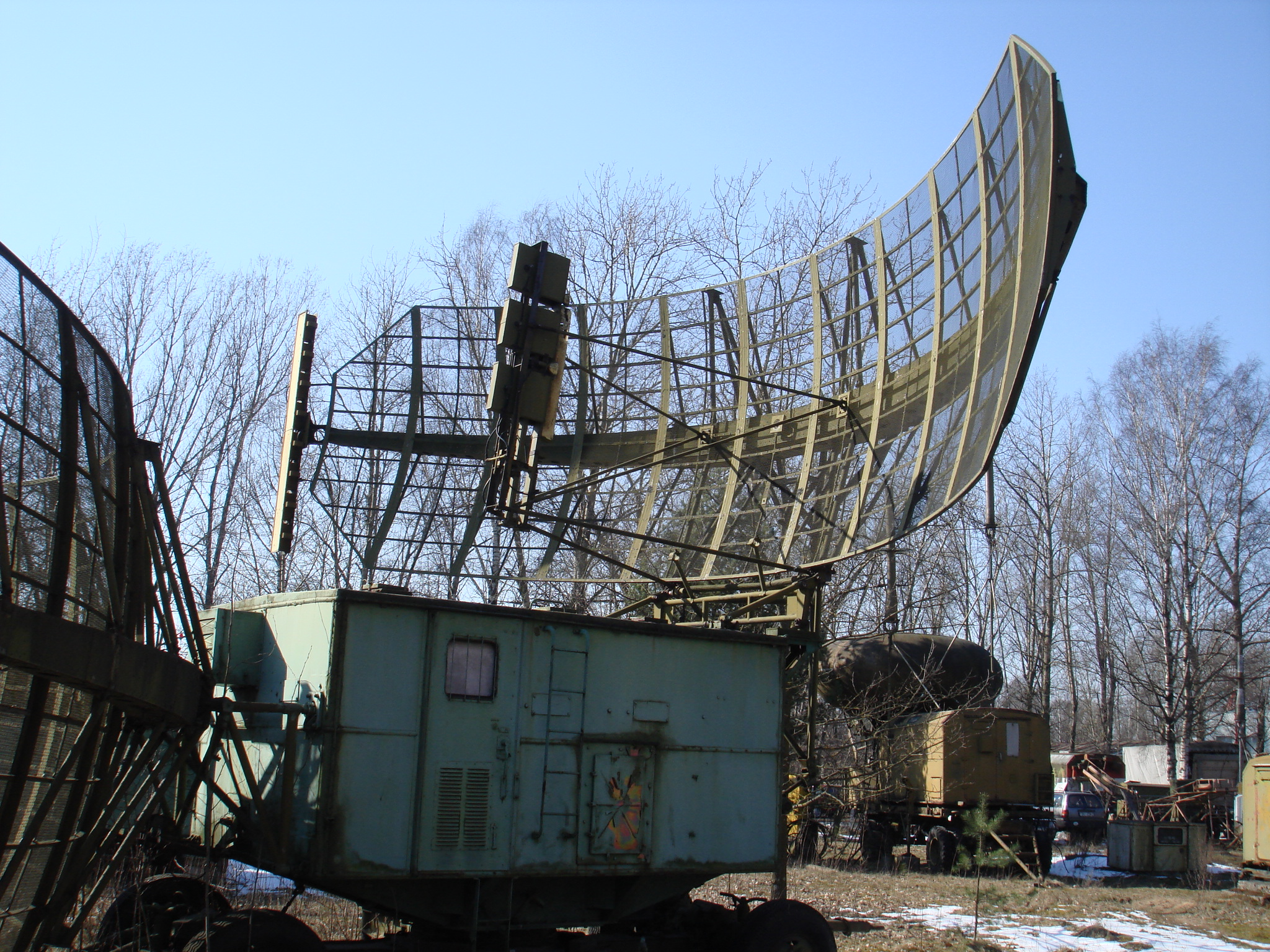
라트비아에서의 P-35M 레이다

P-30(Russian: "Сатурн"; English: Saturn)은 소련이 개발한 지상 배치형 레이다로, 350 Km 거리를 탐지할 수 있는 2차원 대공 레이다다. 요격 미사일 체계인 S-200의 눈을 담당하는 레이다다. 나토 코드 네임은 "Bar Lock".  

## 같이 보기
- P-30 (레이다)
- s-200
- AN/MPQ-53
- AN/MPQ-64 센티넬
- s-300